# Алісау
Алісау (Іллісаван, Ілісауан) (д/н — бл. 1449) — султан Агадесу в 1430—1449 роках.

## Життєпис
Походив з правлячого клану кель-саттафар. Був сином Таґаґ Та'азарет, що була сестрою аменокала Юнуса. Отримав туарезьке ім'я Ілісауан й арабізований варіант Алісау. Після смерті старшого брата Аґасана обирається новим аменокалом.
Зумів зробити об'єднання туарезьких союзів більш міцним й схожим на державне утворення. Тому багато вчених саме його розглядають як засновника султанату. Протягом панування боровся за контроль над торгівельними шляхами з туарегами з Такедди.
1449 року в місцині біля криниці Тан Шаман заснував місто Агадес, відя кого отримало назву уся держава. Проте сам Алісау використовував назву Аїр. Невдовзі помер після цього. Трон отримав брат Аміні.